# Sergey Fomin (Tennisspieler)
Sergey Fomin (* 1. Februar 2001 in Taschkent) ist ein usbekischer Tennisspieler.

## Karriere
Fomin spielte von 2014 bis 2019 auf der ITF Junior Tour. In der Jugend-Rangliste erreichte er mit Rang 23 seine höchste Notierung. Bei Grand-Slam-Turnieren kämpfte er sich 2018 dreimal durch die Qualifikation und erreichte jeweils die zweite Runde, sein bestes Grand-Slam-Einzelresultat. Im Doppel zog er bei den French Open ins Halbfinale ein. Der größte Erfolg der Juniorenkarriere war der Titel beim Orange Bowl im Doppel.
Bei den Profis spielte Fomin ab 2016 auf der drittklassigen ITF Future Tour. 2017 schaffte er im Einzel erstmals den Sprung unter die Top 1000 der Weltrangliste. 2019 gewann er den ersten Titel bei einem Future im Einzel, während er im Doppel in diesem Jahr erstmals ein Finale auf der ATP Challenger Tour erreichte. Dort, in Samarqand, konnte er nur mit einer Wildcard starten. Nach drei weiteren Future-Finals in diesem Jahr stand er am Jahresende auf Platz 411 im Doppel und Platz 728 im Einzel. 2020 gewann er das zweite Future im Einzel sowie die ersten zwei Titel im Doppel. 2021 verlief ohne Höhepunkte, er verlor einige Plätze. Anfang 2022 gab er sein Debüt für die usbekische Davis-Cup-Mannschaft in der Begegnung gegen die Türkei, bei der Fomin sein erstes Match verlor. Im Jahresverlauf verbesserte er sich im Ranking. Der größte Erfolg gelang ihm in Schymkent. Nachdem er zuvor insgesamt nur zwei Matches bei Challengers gewinnen konnte, spielte er sich beim dortigen Turnier ins Finale, wo er auch gegen Robin Haase und damit das Turnier gewann. Wenig später gewann er seinen dritten Future-Titel. Bis Jahresende blieb er bei Challengers aber erneut sieglos. Im Doppel gewann er ebenfalls den dritten Titel bei Futures und zog in Alicante in sein zweites Challenger-Finale ein, das er mit Sanjar Fayziyev verlor. Das Karrierehoch von Rang 248 im Einzel erreichte er nach seinem Future-Titel im Juli 2022, im Doppel stand er Anfang 2021 mit Platz 380 am höchsten.

## Erfolge
| Legende (Anzahl der Siege) |
| Grand Slam                 |
| ATP Finals                 |
| ATP Tour Masters 1000      |
| ATP Tour 500               |
| ATP Tour 250               |
| ATP Challenger Tour (2)    |

### Einzel

#### Turniersiege
| Nr. | Datum        | Turnier   | Belag | Finalgegner | Ergebnis  |
| --- | ------------ | --------- | ----- | ----------- | --------- |
| 1.  | 21. Mai 2022 | Schymkent | Sand  | Robin Haase | 7:64, 6:3 |

### Doppel

#### Turniersiege
| Nr. | Datum         | Turnier        | Belag    | Partner       | Finalgegner               | Ergebnis         |
| --- | ------------- | -------------- | -------- | ------------- | ------------------------- | ---------------- |
| 1.  | 18. März 2023 | Székesfehérvár | Sand (i) | Bogdan Bobrow | Sarp Ağabigün Ergi Kırkın | 6:2, 5:7, [11:9] |